# NèreS
Pour les articles homonymes, voir Afipa.
 (mai 2018).
Si vous disposez d'ouvrages ou d'articles de référence ou si vous connaissez des sites web de qualité traitant du thème abordé ici, merci de compléter l'article en donnant les références utiles à sa vérifiabilité et en les liant à la section « Notes et références ».
NèreS  (jusqu'en juin 2021 l'Association française de l'industrie pharmaceutique pour une automédication responsable -Afipa) est une association loi de 1901 et un lobby qui représente les laboratoires pharmaceutiques qui produisent et commercialisent des produits de santé disponibles en pharmacie sans ordonnance. 

## Historique
L'association est créée en 1972 sous le nom d' « Association Française des producteurs de Spécialités Grand Public » (AFSGP). Elle devient l'Association française de l'industrie pharmaceutique pour une automédication responsable (Afipa) en 1999 puis NèreS en 2021. 
NèreS est membre-fondateur de l'« Association of the European Self-Medication Industry » (AESGP), lobby qui regroupe associations nationales et laboratoires pharmaceutiques des produits de santé et de prévention de premier recours au niveau européen.

## Activité de lobbying en France
Pour l'année 2023, NèreS a déclaré à la Haute Autorité pour la transparence de la vie publique exercer des activités de lobbying en France pour ses adhérents. Le montant des moyens alloués pour la représentation d’intérêts se situe entre 100 000€ et 200 000€.
En 2017, l'association mène une campagne de lobbying pour dérembourser 173 molécules.
En 2018, avec les industriels du médicament, elle prend position contre le paquet générique ou neutre préconisé par l'Agence nationale de sécurité du médicament et des produits de santé.
Le professeur Jean-Paul Giroud, membre de l'Académie de médecine, estime en 2017 dans une étude pour l'association 60 Millions de consommateurs que « les médicaments sans ordonnance soignent souvent mieux le lobby pharmaceutique que les patients ».